# سان سيكوندو دي بينيرولو
سان سيكوندو دي بينيرولو (تنطق باللغة البيدمونتية: San Second، وبالأُكستانية: Seisound، وبالفرنسية: Saint-Second-de-Pignerol) وهي كومونا (بلدية) في مدينة تورينو الحضرية في منطقة بيدمونت الإيطالية، وتقع على بعد حوالي 40 كيلومتر (25 ميل) جنوب غرب تورينو.
تحد سان سيكوندو دي بينيرولو البلديات التالية: بينيرولو، سان جيرمانو تشيسون، بورت، باروستينو، أوساسكو، بريكراسيو. المشهد الرئيسي هو قلعة ميرادولو، وهي فيلا قوطية جديدة بالقرب من نهر تشيسون.

## توأمة المدن
- كارلوس بيليجريني، الأرجنتين

## روابط خارجية
- الموقع الرسمي باللغة الإيطالية